# 第73回全国高等学校ラグビーフットボール大会
第73回全国高等学校ラグビーフットボール大会（だい73かいぜんこくこうとうがっこうラグビーフットボールたいかい）は、1993年12月から1994年1月まで近鉄花園ラグビー場にて行われた、全国高校ラグビー選手権である。優勝は神奈川県の相模台工業高校（初優勝）。

## 出場校
※マークはシード校
北海道
- 北北海道代表 - 北見北斗 （12年連続28回目）
- 南北海道代表 - 函館大有斗 （2年連続7回目）

東北
- 青森県代表 - 青森北 （2年連続3回目）
- 岩手県代表 - 黒沢尻工 （2年連続23回目）
- 宮城県代表 - 宮城水産 （4年ぶり5回目）
- 秋田県代表 - 秋田工※ （2年ぶり52回目）
- 山形県代表 - 山形中央 （2年連続3回目）
- 福島県代表 - 磐城 （3年連続11回目）

関東
- 茨城県代表 - 清真学園 （初出場）
- 栃木県代表 - 国学院栃木 （初出場）
- 群馬県代表 - 東農大二 （9年連続10回目）
- 埼玉県代表 - 行田工 （2年連続7回目）
- 千葉県代表 - 流経大柏※ （2年連続2回目）
- 東京都第一代表 - 国学院久我山※ （3年連続19回目）
- 東京都第二代表 - 本郷※ （2年連続6回目）
- 神奈川県代表 - 相模台工※ （4年連続14回目）
- 山梨県代表 - 日川※ （16年連続25回目）

北信越
- 新潟県代表 - 新潟工 （2年ぶり22回目）
- 長野県代表 - 岡谷工 （10年連続10回目）
- 富山県代表 - 富山一 （3年ぶり2回目）
- 石川県代表 - 羽咋工 （4年連続16回目）
- 福井県代表 - 若狭 （初出場）

東海
- 静岡県代表 - 東海大一 （3年ぶり6回目）
- 愛知県代表 - 西陵商 （7年連続26回目）
- 岐阜県代表 - 関商工 （2年連続17回目）
- 三重県代表 - 四日市農芸 （3年連続3回目）

近畿
- 滋賀県代表 - 八幡工※ （6年連続12回目）
- 京都府代表 - 花園※ （2年ぶり19回目）
- 大阪府第一代表 - 啓光学園※ （3年連続6回目）
- 大阪府第二代表 - 大阪工大高※ （4年連続19回目）
- 大阪府第三代表 - 淀川工 （3年ぶり12回目）
- 兵庫県代表 - 報徳学園※ （6年連続24回目）
- 奈良県代表 - 天理 （8年連続49回目）
- 和歌山県代表 - 田辺 （初出場）

中国
- 鳥取県代表 - 米子工 （2年連続5回目）
- 島根県代表 - 江の川※ （3年連続3回目）
- 岡山県代表 - 津山工 （7年連続13回目）
- 広島県代表 - 広島工 （2年ぶり25回目）
- 山口県代表 - 大津 （3年ぶり12回目）

四国
- 徳島県代表 - 徳島市立 （27年ぶり2回目）
- 香川県代表 - 高松北 （初出場）
- 愛媛県代表 - 新田 （2年ぶり33回目）
- 高知県代表 - 高知追手前 （初出場）

九州・沖縄
- 福岡県代表 - 東福岡 （2年連続6回目）
- 佐賀県代表 - 佐賀工 （12年連続22回目）
- 長崎県代表 - 長崎北 （5年ぶり4回目）
- 熊本県代表 - 熊本 （2年連続3回目）
- 大分県代表 - 大分舞鶴※ （8年連続32回目）
- 宮崎県代表 - 延岡東 （7年ぶり4回目）
- 鹿児島県代表 - 鹿児島工 （2年ぶり5回目）
- 沖縄県代表 - 名護 （3年ぶり3回目）

## 試合時間
※全試合30分ハーフで行う。同点で終了した場合は1.トライ数2.ゴール数3.抽選の順にて次回出場校を決める。

## 試合

### 1回戦
- 北見北斗 42 - 8 米子工
- 国学院栃木 8 - 0 鹿児島工
- 行田工 19 - 5 徳島市立
- 新田 18 - 6 宮城水産
- 天理 17 - 0 磐城
- 熊本 25 - 3 羽咋工
- 広島工 16 - 7 四日市農芸
- 岡谷工 15 - 14 佐賀工
- 東海大一 27 - 12 若狭
- 山形中央 27 - 3 高知追手前

- 青森北 18 - 0 津山工
- 東農大二 16 - 8 大津
- 新潟工 32 - 3 名護
- 西陵商 13 - 5 東福岡
- 函館大有斗 14 - 10 延岡東
- 関商工 37 - 0 高松北
- 黒沢尻工 35 - 7 田辺
- 長崎北 18 - 8 清真学園
- 淀川工 11 - 0 富山一

### 2回戦
- 啓光学園 42 - 13 北見北斗
- 国学院栃木 23 - 15 行田工
- 八幡工 18 - 8 新田
- 相模台工 41 - 6 天理
- 大分舞鶴 23 - 12 熊本
- 流経大柏 12 - 6 広島工
- 江の川 25 - 7 岡谷工
- 国学院久我山 46 - 0 東海大一

- 報徳学園 45 - 10 山形中央
- 東農大二 39 - 3 青森北
- 花園 22 - 3 新潟工
- 本郷 14 - 13 西陵商
- 大阪工大高 46 - 0 函館大有斗
- 日川 23 - 8 関商工
- 長崎北 11 - 10 黒沢尻工
- 秋田工 14 - 0 淀川工

### 3回戦
- 啓光学園 19 - 8 国学院栃木
- 相模台工 18 - 3 八幡工
- 流経大柏 39 - 0 大分舞鶴
- 国学院久我山 29 - 3 江の川

- 東農大二 25 - 18 報徳学園
- 本郷 27 - 8 花園
- 大阪工大高 24 - 13 日川
- 長崎北 22 - 19 秋田工

### 準々決勝
- 相模台工 24 - 13 啓光学園
- 国学院久我山 25 - 6 流経大柏

- 東農大二 22 - 12 本郷
- 長崎北 24 - 13 大阪工大高

### 準決勝
- 相模台工 7 - 6 国学院久我山
- 東農大二 22 - 10 長崎北

### 決勝
- 相模台工（初優勝） 19 - 6 東農大二

## 関連試合

### 第17回高校東西対抗試合
- 大会で特に活躍した選手を選抜した上で東西に分かれて行ういわば高校ラグビー版オールスターゲームである。

東軍監督大浦一雄、西軍監督岡本博雄、1994年1月15日 国立競技場 試合結果東軍 51-10 西軍